# Tvashtar Paterae
Tvashtar Paterae forme une région volcanique active du satellite galiléen Io de Jupiter située à proximité du pôle nord de l'astre. Il s'agit d'une série de paterae, ou caldeiras volcaniques, nommée en référence à  Tvashtar, dieu hindou des forgerons.

Animation d'une éruption depuis la Paterae Tvashtar, prise par l'imagerie de la sonde New Horizons en 2007.

Tvashtar a été étudié par la sonde Galileo sur plusieurs années. Durant ce laps de temps, on a observé un rideau de lave de 25 km de long et de 1 à 2 km de haut, en éruption, depuis l'une des paterae, ainsi qu'un lac de lave de silicates surchauffée et en éruption (depuis la plus large patera), et enfin un panache explosif de gaz, s'élevant à 385 km au-dessus de la surface du satellite et couvrant une zone de près de 700 km.

Une éruption de Tvashtar le 26 février 2007 a été photographiée par la sonde New Horizons alors qu'elle croisait Jupiter, en route pour Pluton. La sonde a observé un gigantesque panache de 330 km de haut depuis le volcan, avec une structure filamenteuse encore inexpliquée clairement visible sous le fond de lumière solaire.